# Herzogiella boliviana
Herzogiella boliviana là một loài Rêu trong họ Hypnaceae. Loài này được (Broth.) M. Fleisch. mô tả khoa học đầu tiên năm 1925.